# Browar Van Pur
Browar Van Pur w Rakszawie – browar grupy piwowarskiej Van Pur znajdujący się w Rakszawie.

## Historia
Browar Van Pur został zbudowany w latach 1992–1993. Powstał on na bazie sprywatyzowanych obiektów Rakszawskich Zakładów Przemysłu Wełnianego. Pierwotnie w browarze rozlewano piwa puszkowe marek Lech i Leżajsk. Od 1993 roku spółka Van Pur Sp. z o.o. uruchomiła własną warzelnię i rozpoczęła sprzedaż rodzimej marki Van Pur Premium.
W 1997 roku browar osiągnął moce produkcyjne około 350 tysięcy hektolitrów rocznie. W tym czasie znaczna część jego wyrobów była wysyłana na eksport. W 2000 roku zakład zakupił austriacki koncern Brau Union. Rozpoczęto modernizację.
W 2003 roku browar stał się ponownie własnością spółki Van Pur. Dokończono rozbudowę obiektu i podjęto działania w celu wdrożenia produkcji wielkoprzemysłowej opartej na technologii HGB.
Obecne możliwości wytwórcze zakładu szacuje się na około 2 miliony hektolitrów piwa rocznie.

## Produkty
Lager
- 18 Extra Strong (8,1% alk.)
- Edelmeister Pilsener (5,5% alk.)
- Halne Mocne (7,0% alk.)
- Karpackie Premium (5,0% alk.)
- Karpackie Pils (4,0% alk.)
- Karpackie Mocne (6,8% alk.)
- Karpackie Super Mocne (9% alk.)
- Van Pur Premium (5,0% alk.)
- Van Pur Super Mocne (10,0% alk.)
- Van Pur non-alcoholic (0,5% alk.)
- Zlaty Hrad (5,1% alk.)
- Zlaty Hrad Strong (7,0% alk.)
- Zacne Jasne (6,0%)
- Zacne Mocne (7,0%)
- Hermann Müller (4,0%)